# 德格拉朗

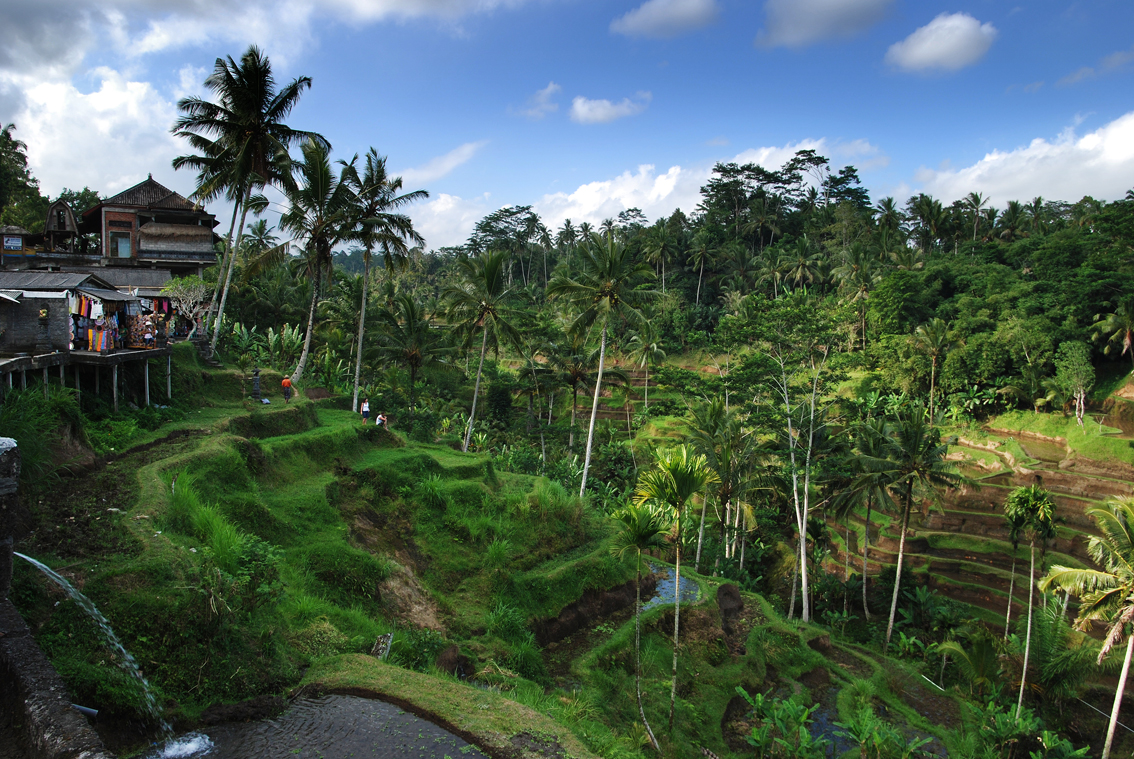
水稻梯田

德格拉朗（Tegallalang）是印度尼西亚巴厘岛吉安雅县的一个行政區劃。根據2010年的人口普查，德格拉朗面积为61.80平方公里，人口为50,625人。據估計截至2019年中期，當地人口为53,760人。位于德格拉朗烏布以北约10公里处是一片梯田。該梯田是德格拉朗的一个旅游景点。